# Peter Lange-Müller
Pour les articles homonymes, voir Lange-Müller.
Peter Erasmus Lange-Müller (né le 1er décembre 1850 à Frederiksberg – mort le 26 février 1926 à Copenhague) est un compositeur et pianiste danois.

## Biographie
Peter Lange-Müller fait ses études au Conservatoire de Copenhague. Entre 1879 et 1883, il devient directeur adjoint de l'Association des concerts de Copenhague. Ses premières œuvres sont influencées par J. P. E. Hartmann tandis que les œuvres suivantes portent une marque bien plus personnelle.

## Œuvres

### Œuvres orchestrales
- Symphonie no 1 en ré mineur, « Automne » (1881), op. 17
- Symphonie no 2 , op. 33

### Œuvres lyriques
- Cantate lors de la célébration par l'université du centenaire de la dissolution des Staves, op. 36
- Cantate à l'occasion de l'ouverture de l'exposition industrielle nordique de Landburg et d'art, op. 37

- 1848, cantate lors de la célébration des vétérans, op. 60
- Cantate lors de la célébration à Odense du centenaire de la naissance de Hans Christian Andersen, op. 71
- Agnete et l'homme, op. 73

### Œuvres chorales
- Deux Chœurs, op. 5

### Œuvres de musique de chambre
- Trois Pièces de fantaisie, pour violon et piano, op. 39

### Œuvres pour piano
- Danses et intermezzi, op. 49

- Mélodies en sourdines, op. 68
- Huit danses, IPL 61
- Une fantaisie d'automne, op. 66

### Mélodies
- Trois Poèmes de Jens Peter Jacobsen, op. 74
- Il y a tant de choses, IPL 27
- Six Chansons sérieuses, op. 27